# Rhamphichthyidae
Rhamphichthyidae is een familie van straalvinnige vissen uit de orde van de mesaalachtigen. 

## Geslachten
- Gymnorhamphichthys M. M. Ellis, 1912
- Iracema Triques, 1996
- Rhamphichthys J. P. Müller & Troschel, 1846